# Ältere Burg Rhena
Die Ältere Burg Rhena, auch Obere Burg genannt, ist eine abgegangene Höhenburg auf dem „Kleppenberg“ (Kirchhügel) bei 437 m ü. NN hinter der Kirche des Stadtteils Rhena der Kreisstadt Korbach im Landkreis Waldeck-Frankenberg in Hessen.
Die Burg war die erste von den Herren von Rhena erbaute Burg und wurde erstmals 1235 erwähnt. Vermutlich wurde sie 1755 zerstört oder abgebrochen. Der Burgstall zeigt heute keine Reste mehr.